# Henri Richon
Pour les articles homonymes, voir Richon.
Henri Richon, né le 17 juin 1745 à Dijon (Côte-d'Or), mort le 24 novembre 1827 à Auxonne (Côte-d'Or), est un général français de la Révolution et de l’Empire.

## États de service
Il entre en service en 1761.
Le 8 avril 1792, il devient lieutenant-colonel au 1er bataillon de volontaires de la Côte-d’Or, et il sert en 1792 et 1793 en Belgique.
Il est promu général de brigade le 19 août 1793, à l’armée des Alpes, et le 13 juin 1795, il n’est pas compris dans la réorganisation des états-majors.
Le 25 décembre 1801, il est désigné membre du conseil d’administration de l’hôpital militaire de Besançon, et le 18 octobre 1802, il prend le commandement de la 2e demi-brigade de vétérans. Il est fait chevalier de la Légion d’honneur le 5 février 1804, et officier de l’ordre le 14 juin suivant.
En décembre 1807, il commande les départements de Seine-et-Oise et d’Eure-et-Loir, et il est admis à la retraite le 28 juin 1810.
Il meurt le 24 novembre 1827, à Auxonne.

## Sources
- (en) « Generals Who Served in the French Army during the Period 1789 - 1814: Eberle to Exelmans »
- Thierry Pouliquen, « Les généraux français et étrangers ayant servis [sic] dans la Grande Armée » (consulté le 22 novembre 2014)
- « Cote LH/2326/4 », base Léonore, ministère français de la Culture
- (pl) « Napoléon.org.pl »